# Franziska Baruch

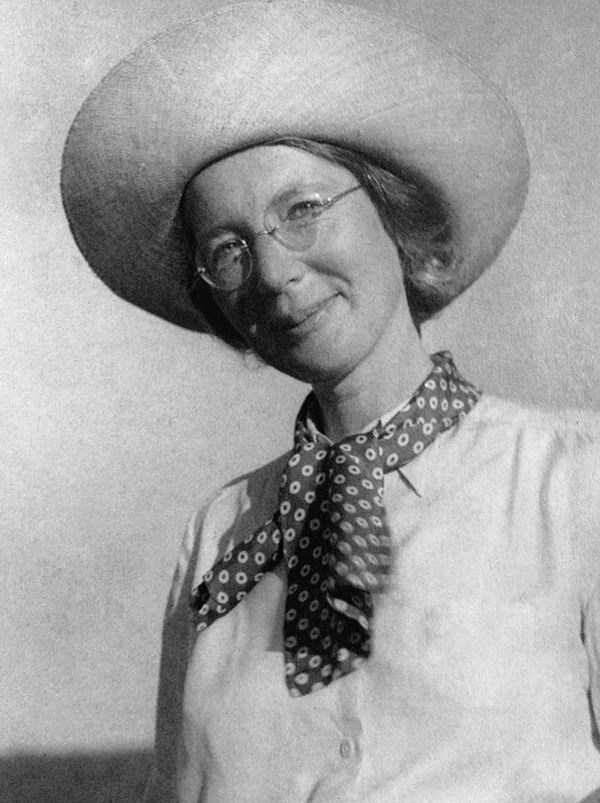
Franzisca Baruch (1935)

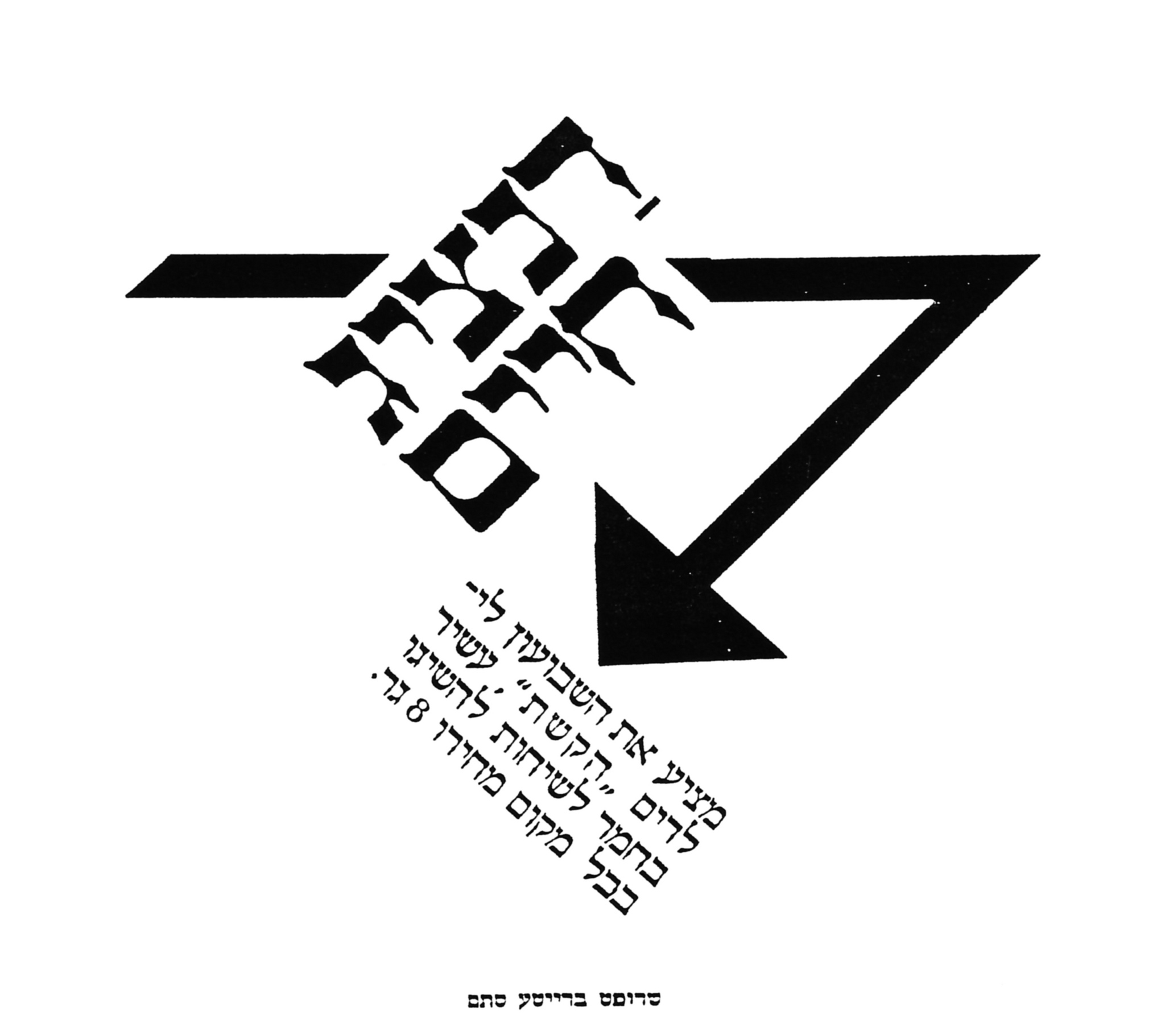
Anwendungsbeispiel der hebräischen Druckschrift „Stam“ (1930)

Franziska (Franzisca) Baruch (* 21. November 1901 in Hamburg; † 3. September 1989 in Jerusalem) war eine deutsch-israelische Kalligrafin und Gestalterin hebräischer Schriften.

## Beruflicher Werdegang
Baruch studierte zwischen 1919 und 1925 in Berlin an der Unterrichtsanstalt des Preußischen Kunstgewerbemuseums, wo sie die von Ernst Böhm geleitete Fachklasse für Grafik und Buchkunst besuchte. Daneben belegte sie privat Kurse in Schriftzeichnen bei Else Marcks-Penzig. Sie gestaltete 1926 die Schriften für den Pavillon der Deutschen Liga der freien Wohlfahrtspflege auf der GeSoLei in Düsseldorf und war 1928 im Auftrag von Reichskunstwart Edwin Redslob  verantwortlich für die typografischen Aspekte der staatlichen Selbstdarstellung auf der Pressa in Köln.

## Hebräische Schriftgestaltung
Mit der Anfrage zur Gestaltung des Textes einer bibliophilen Haggada mit Holzschnitten des expressionistischen Künstlers Jakob Steinhardt, die 1921 in einer Auflage von 200 Stück im Verlag Ferdinand Ostertag erschien, begann eine intensive Auseinandersetzung mit historischen hebräischen Schriften. Als 1922 die erste Ausgabe des von Rachel und Mark Wischnitzer in Hebräisch und Jiddisch herausgegebenen Kunst- und Literaturmagazins Rimon resp. Milgroim erschien, zeichnete Baruch die Schriften für Haupt- und Zwischentitel. Auch für andere Publikationen des zur Zeitschrift gehörenden Rimon-Verlag schuf Baruch kalligrafische Arbeiten.
Ein auf der Type der Haggada von Gershom Kohen basierender hebräischer Schriftentwurf Baruchs wurde 1928 von der Schriftgießerei H. Berthold AG unter dem Namen „Stam“ veröffentlicht. Eine dünnere Version dieser Schrift schuf Baruch für den an der Hebräischen Universität Jerusalem lehrenden Orientalisten Leo A. Mayer. Ein Neuschnitt dieser Schrift wurde später als „Mayer-Baruch“ von Moshe Spitzers Jerusalem Type Foundry angeboten.
Um 1927 begann eine fruchtbare Zusammenarbeit mit Salman Schocken. Dieser plante eine Ausgabe der hebräischen Erzählungen Samuel Agnons, wofür er eine geeignete hebräische Druckschrift suchte. Baruch schlug den Neuguss einer Schrift auf der Grundlage einer Type des venezianischen Druckers Daniel Bomberg vor. Für die im Juli 1931 erscheinenden ersten vier Bände der Agnon-Ausgabe im neugegründeten Schocken-Verlag kam allerdings eine hebräische Type der Offizin Drugulin in Leipzig zum Einsatz.
1933 migrierte Franziska Baruch nach Palästina. Hier kam Baruchs Neufassung der historischen Bomberg-Type als Hausschrift des 1937 von Salman Schocken gegründete und von seinem Sohn Gershom geleitete Verlags Hotsa’at Schocken zum Einsatz. Nach der Übernahme der hebräischen Tageszeitung Haaretz durch die Familie Schocken 1935 wurde Baruch mit der Neugestaltung des Zeitungstitels betreut. Sie war auch für die Architekten Erich Mendelsohn und Joseph Neufeld tätig, für die sie verschiedene Gebäudeinschriften entwarf. Daneben schuf Baruch diverse Exlibris, Medaillen und Signete.

## Ausstellungen
- 2015/2016: New Types. Three Pioneers of Hebrew Graphic Design. Palevsky Design Pavilion, Israel Museum in Jerusalem[4]
- 2017: „New Types“, Museum für Druckkunst in Leipzig[5]